# It’s My Life (Talk-Talk-Lied)
It’s My Life ist ein Lied der Band Talk Talk aus dem Jahr 1984, das von Mark Hollis und Tim Friese-Greene geschrieben wurde und auf dem gleichnamigen Album erschien.

## Geschichte
It's My Life war das erste Lied, das Hollis und Friese-Greene gemeinsam schrieben, nachdem letzterer 1984 als inoffizielles Mitglied zur Band hinzugekommen war. Es wurde im Januar 1984 als Single auf EMI veröffentlicht und erschien einen Monat später auf Talk Talks zweitem Album, ebenfalls It’s My Life betitelt.
Der Song (wie auch das ganze Album) kann dem für die 1980er-Jahre typischen New-Wave-Subgenre Synthiepop zugerechnet werden. It’s My Life zeigt aber gleichzeitig die musikalische Entwicklung der Band weg vom geradlinigen, einfachen Pop ihres Debütalbums hin zu experimentelleren Sounds und Songstrukturen.
In Großbritannien verfehlte die Single bei der ersten Veröffentlichung knapp den Einzug in die Top 40, während sie in den Billboard Hot 100 (Platz 31), in der deutschen Hitparade (Platz 33) und anderen europäischen Ländern etwas erfolgreicher war. Im Jahr 1990 wurde It’s My Life erneut als Single parallel zur Kompilation Natural History: The Very Best of Talk Talk veröffentlicht. Diesmal erreichte sie in den UK Top 40 Platz 13.
Das Lied läuft in dem Videospiel Grand Theft Auto: Vice City Stories für Playstation Portable und Playstation 2 auf dem spieleigenen Radiosender Flash FM.
Im Jahr 2003 coverte die Band No Doubt das Lied und war damit ebenfalls erfolgreich.

## Musikvideo
Im (zweiten) Musikvideo wechseln Aufnahmen aus dem Londoner Zoo mit Naturaufnahmen von Tieren in freier Wildbahn ab. Während Mark Hollis bei den im Hintergrund gezeigten wilden Tieren in ihrer natürlichen Umgebung zur Musik tanzt und lippensynchron „singt“, steht er im Zoo regungslos da und bewegt seine Lippen, die mit animierten Strichen übermalt sind, nicht. Die Aufnahmen wurden mit einem Videoprojektor gemacht.

## Titelliste
| 1984 7″-Single 1. It’s My Life – 3:53 2. Does Caroline Know? – 4:36 12″-Single – Nordamerika 1. It’s My Life (extended version) – 6:14 2. It’s My Life (single version) – 3:51 3. Again, a Game… Again – 4:09 12″-Single – Europa 1. It’s My Life (12″ remix) – 6:16 2. Does Caroline Know? – 4:33 3. It’s My Life (7″ version) – 3:50 | 1990 Re-Issue 7″-Single 1. It’s My Life – 3:53 2. Renée (live) – 7:28 CD-Maxi 1. It’s My Life – 3:54 2. Renée (live) – 7:28 3. It’s My Life (live) – 7:58 |

## Rezeption

### Talk Talk
| ChartsChartplatzierungen       | Höchstplatzierung | Wochen |
| ------------------------------ | ----------------- | ------ |
| Deutschland (GfK)              | 33 (22 Wo.)       | 22     |
| Vereinigte Staaten (Billboard) | 31 (14 Wo.)       | 14     |
| Vereinigtes Königreich (OCC)   | 46 (14 Wo.)       | 14     |

| Land/Region                  | Auszeichnungen für Musikverkäufe (Land/Region, Auszeichnung, Verkäufe) | Verkäufe |
| ---------------------------- | ---------------------------------------------------------------------- | -------- |
| Vereinigtes Königreich (BPI) | Gold                                                                   | 400.000  |
| Insgesamt                    | 1× Gold ·                                                              | 400.000  |

### No Doubt
It’s My Life erreichte in der Version von No Doubt Rang neun der deutschen Singlecharts und platzierte sich zwei Wochen in den Top 10 und 14 Wochen in den Top 100. Es wurde 2003 zum achten Charthit der Band in Deutschland, es ist nach Don’t Speak und Hey Baby ihr dritter Top-10-Hit in Deutschland. Darüber hinaus platzierte sich das Lied sechs Wochen an der Chartspitze der deutschen Airplaycharts.
| ChartsChartplatzierungen       | Höchstplatzierung | Wochen |
| ------------------------------ | ----------------- | ------ |
| Deutschland (GfK)              | 9 (14 Wo.)        | 14     |
| Österreich (Ö3)                | 12 (16 Wo.)       | 16     |
| Schweiz (IFPI)                 | 12 (22 Wo.)       | 22     |
| Vereinigte Staaten (Billboard) | 10 (28 Wo.)       | 28     |
| Vereinigtes Königreich (OCC)   | 20 (9 Wo.)        | 9      |

| ChartsJahrescharts (2004)      | Platzierung |
| ------------------------------ | ----------- |
| Deutschland (GfK)              | 78          |
| Schweiz (IFPI)                 | 67          |
| Vereinigte Staaten (Billboard) | 38          |

Auszeichnungen für Musikverkäufe

| Land/Region               | Auszeichnungen für Musikverkäufe (Land/Region, Auszeichnung, Verkäufe) | Verkäufe  |
| ------------------------- | ---------------------------------------------------------------------- | --------- |
| Australien (ARIA)         | Platin                                                                 | 70.000    |
| Norwegen (IFPI)           | Platin                                                                 | 10.000    |
| Vereinigte Staaten (RIAA) | Platin                                                                 | 1.000.000 |
| Insgesamt                 | 3× Platin ·                                                            | 1.080.000 |

Hauptartikel: Gwen Stefani/Auszeichnungen für Musikverkäufe